# Huntington (New York)
Huntington is een plaats (city) in de Amerikaanse staat New York, en valt bestuurlijk gezien onder Suffolk County. Het is gelegen aan de noordkust van Long Island in het noordwesten van Suffolk County, met Long Island Sound dat ten noorden ligt en Nassau County grenzend aan het westen.

## Demografie
Bij de volkstelling in 2000 werd het aantal inwoners vastgesteld op 195.289. In 2010 bedroeg het inwonersaantal 203.264.

## Geografie
Volgens het United States Census Bureau heeft de plaats een oppervlakte van 355,1 km², waarvan 243,5 km² land en 111.6 km² water.

## Bekende inwoners van Huntington

### Geboren
- Raymond Damadian (1936-2022), biofysicus
- Carin Cone (1940), zwemster
- Meg Whitman (1956), zakenvrouw
- Carey Lowell (1961), actrice
- Ralph Macchio (1961), acteur
- Ravi Coltrane (1965), jazzsaxofonist
- Chris DiMarco (1968), golfer
- Alicia Coppola (1968), actrice
- Mariah Carey (1969 of 1970), zangeres
- Chris Messina (1974), acteur
- Jenny Kallur (1981), atlete
- Susanna Kallur (1981), atlete